# Can Canyameres (Sentmenat)
Can Canyameres és un edifici del municipi de Sentmenat (Vallès Occidental) que forma part de l'Inventari del Patrimoni Arquitectònic de Catalunya.

## Descripció
L'edifici presenta una arquitectura que correspon al model clàssic de la masia catalana quant a forma i estructura. Té un frontis totalment asimètric, amb portal adovellat i arc de mig punt a la planta baixa, flanquejat per dos finestres de moderna factura i que és aliè a l'estructura genuïna. Els elements de la façana estan distribuïts de manera harmònica, malgrat que les seves mides quant a les obertures no siguin del tot uniformes.
En la primera planta, i marcant l'eix de simetria de l'edifici hi ha una gran finestra amb elements gòtics i molt restaurada al mig del mur, arribant la seva llinda quasi a sota del teulat. Les altres obertures estan també restaurades i tenen elements gòtics. Els murs són arrebossats i tota la façana està molt reformada.
L'interior manté una distribució totalment adaptada a les necessitats actuals i no conserva gairebé res de l'habitacle típic anterior. S'ha conservat l'embigat de fusta. El carener és perpendicular a la façana i el ràfec, d'escassa sortida, presenta una lleu decoració en el seu intradós, formada per teules arrebossades.